# Lonchaea rossica
Lonchaea rossica is een vliegensoort uit de familie van de Lonchaeidae. De wetenschappelijke naam van de soort is voor het eerst geldig gepubliceerd in 1975 door Kovalev.